# Trichoglottis vandiflora
Trichoglottis vandiflora är en orkidéart som beskrevs av Johannes Jacobus Smith. Trichoglottis vandiflora ingår i släktet Trichoglottis och familjen orkidéer. Inga underarter finns listade i Catalogue of Life.